# Buffalo (Dél-Dakota)
Buffalo település az Amerikai Egyesült Államok Dél-Dakota államában, Harding megyében, melynek megyeszékhelye is. Lakosainak száma 346 fő (2020. április 1.).

## Története
Buffalót 1909-ben alapították. Nevét a nagy bölénycsordákról kapta, amelyek egykor a környéken barangoltak.

## Népesség
A település népességének változása:

| 2010 | 330 |
| 2020 | 346 |